# Wismar (1646)
Wismar var ett svenskt större örlogsskepp av typen linjeskepp om 50 kanoner som förekommer i rullorna för år 1672.